# Nyan Cat
Nyan Cat (ook bekend als Pop Tart Cat) is een internetmeme, oorspronkelijk in de vorm van een GIF-animatie door de auteur Chris Torres en voor het eerst geplaatst op 2 april 2011. Deze meme bestaat uit een kat, met het lichaam van een poptart, een sterrenhemel, en een regenboog die zich achter de kat bevindt. Op 5 april verscheen er een videoversie van op YouTube door de gebruiker saraj00n. Het liedje dat erbij afgespeeld wordt, is niet van de maker van Nyan Cat zelf, maar is een al bestaand Japans melodietje gemaakt door Daniwell-P met de stem van Momo Momone, een Japanse utauloid.
De tekst van het liedje is een verwijzing naar het Japanse woord voor het geluid dat katten maken: nya nya (ニャーニャー).

## Uiterlijk
De Nyan Cat is een kat, waarvan het lichaam een poptart is. De kat vliegt door de ruimte en produceert daarbij een regenboog. Verder zijn zowel de ruimte en de sterren als de kat geanimeerd in 8-bitkleuren en is er een remix van het lied "Nyanyanyanyanyanyanya!" te horen.

## Media
Televisieprogramma's en Ray William Johnsons serie Equals Three hebben aandacht aan het filmpje besteed.
Een van de eerste Nyan Cat-games was Nyan Cat: Reloaded (voorheen Cat Nyan Game), gemaakt door MeisterMariues op 20 april 2011. Dit spel werd ontwikkeld met behulp van Yoyogames' GameMaker. Later werden er meer games gemaakt, zoals Lost in Space door mylostgames of Nyan Cat FLY door krangGAMES. Chris Torres (PRguitarman), de bezitter van het auteursrecht op de GIF-afbeelding van Nyan Cat, ontwikkelde zijn eigen spel genaamd "Nyan Cat" voor de iOS, en dit werd het eerste officiële spel.

## De website
De officiële website heeft het topleveldomein .cat, een gesponsorde Catalaanse internetextensie. De website speelt een loop van het liedje af. De website toont een teller die aangeeft hoeveel seconden de gebruiker naar de pagina kijkt. Het is ook mogelijk om deze tijd te tweeten. In de linkerbovenhoek staat een koppeling die aangeeft het geluidsvolume van het liedje lager te zetten, maar na het klikken op de koppeling gebeurt juist het tegenovergestelde: het volume stijgt. Na een aantal geluidsstappen verandert de voorheen blauwe achtergrond om de tiende seconde van kleur.

## Populariteit
De Nyan Cat kreeg meer populariteit nadat hij op 15 april 2011 was vertoond op de blog van Tosh.0. Niet veel later maakte de The Annoying Orange een parodie op de video waardoor deze nog populairder werd, en op 11 juni 2011 is de YouTube-video meer dan 22 miljoen keer bekeken. Door zijn populariteit zijn er veel nieuwe remixen en covers gemaakt, sommigen wel urenlang. Er is ook een app gemaakt voor iOS, Android en de HP webOS., en ook voor Windows Phone 7.5
YouTube heeft een tijdje de laadbalk van het filmpje veranderd in een Nyan Cat-slider met een regenboog als voortgangsbalk. De slider is ondertussen terug naar normaal.
Op 27 juni 2011 werd de video verwijderd wegens een kennelijke auteursrechtenclaim van Chris Torres (Prguitarman). Niet veel later bleek dat Torres de claim niet had ingediend en op het moment dat hij lucht kreeg van de verwijdering, diende hij een klacht in bij YouTube. Om dit tot een goed einde te brengen moest hij in contact komen met zowel Saraj00n als Daniwell, die het auteursrecht op het liedje bezitten. De video keerde terug op YouTube op 28 juni 2011; ondanks de korte periode ontving Torres hatemail en doodsbedreigingen voor wat voor zijn claim werd gehouden.